# HARUNA
HARUNA（ハルナ、1988年8月10日 - ）は、愛知県江南市出身の日本の歌手、ギタリストである。SCANDALでボーカル・ギターを担当する。
血液型A型。身長153.6cm。

## 来歴
2006年、名古屋校キャレスボーカル&ダンススクールにメンバーのMAMIと在学していた。ボーカル＆ダンススクールに在学していた時代は安室奈美恵に憧れ、歌ってダンスをするような歌手になることが目標だった。そして、TOMOMIとは面識があったため、同バンドのメンバーとSCANDALを結成した。
2014年5月、米国フェンダー社のブランド「Squier by fender」より自身のシグネチャモデル「HARUNA TELECASTER DARK SILVER SPARKLE “Skullsilver”」を受注生産で発売。同日にはSCANDALメンバーのMAMI、TOMOMIのシグネチャモデルも発売されており、これらのシグネチャモデルが米国フェンダー社では初となる日本人女性ミュージシャンのモデルとなる。
2017年11月、シグネチャモデル「HARUNA TELECASTER」の発売とフェンダー社とのエンドース契約締結を発表。
2022年8月21日、フェンダー社からシグネチャモデル「HARUNA TELECASTER BOOST」を発売。

## 人物
- メンバーの中で最年長でかつ唯一の昭和生まれである。
- お気に入りのアイテムはiPodであると、インタビューで語った[6]。

## 使用機材
- エレキギター
  - Fender USA 60th Anniversary American Standard Stratocaster（黒、日本限定モデル）
  - Fender USA American Standard Telecaster（黒、2008年9月頃購入）
  - Fender Telecaster Thinline Deluxe（黒、2010年3月購入）
  - Dick Dale Signature Malibu™ SCE
- アンプ
  - Shinos HARUNA MODEL
- ピック
  - JIM DUNLOP / TORTEX Standard 0.88mm

## 出演

### 舞台
- 銀河英雄伝説 第四章 後篇 激突（2014年2月～3月、青山劇場）- エミール・フォン・ゼッレ 役[7]。

## 書籍

### 写真集
- SCANDAL HARUNA 1st写真集「SOMEWHERE」（2018年8月10日、ぴあ、撮影：オノツトム） ISBN 978-4-8356-3876-8